# Clinocarinispa humeralis
Clinocarinispa humeralis es un insecto coleóptero de la familia Chrysomelidae.
Fue descrita científicamente por primera vez en 1801 por Fabricius.